# Savoyai-kastély
A Savoyai-kastély a Pest vármegyei Ráckevén található, a város központjának északi részén, nem messze a Ráckevei-Duna-ágtól. Épületegyüttese és terebélyes kastélyparkja közvetlenül a Csepel-sziget fő gerincútjának számító 5101-es út mellett helyezkedik el, közel a H6-os HÉV végállomásához.

## Története
Savoyai Jenő részére készült a 18. század elején Johann Lukas von Hildebrandt tervei alapján. Savoyai 1736-ban bekövetkezett halála után a birtok a koronáé lett, a következő századra pedig az épület elvesztette eredeti szerepét. Használták raktárnak és magtárnak is, sőt, az 1960-as évekre már olyan rossz állapotba került, hogy csaknem összedőlt. Az 1970-es években felújították, de mivel az eredeti tervek nem voltak meg, ezért csak a megmaradt elemekből és analógiákból tudtak következtetni, hogy milyen lehetett egykor. Ma szálloda van benne. 2016-ban a szállodának lejárt a bérleti joga, azóta a kastély zárva van. A tervek szerint a felújítást követően ismét szállodaként fog működni.

## Az épület
Az épületen az olasz és francia hatás keveredik. Az olaszos jelleget a francia hatások elegáns könnyedsége szorítja hátra, a zárt tömegek játékosan oldódnak mozgalmas, a maincyi Vaux de Vicomte kastély alaprajzához hasonló elrendezésbe. Az épület egy védelem alatt álló fákkal rendelkező belső udvart zár közre. A kupolát eredetileg zsindely fedte, ezt később rézlemezre cserélték. A kupola előtti terasz korlátját mitológiai alakok díszítik, ezekkel kapcsolatban az a legenda terjedt el, hogy a középső alak magát Savoyai Jenőt ábrázolja. A mellvéd fölött a hercegi címer helyezkedik el. 1750-ben a Dunára nyíló oldalszárnyakat istállókkal zárták le, mára a kocsifelhajtót beüvegezték, és a dísztermek előtereként hasznosítják. Az oldalsó szárnyakban vendégszobákat rendeztek be, a konyhát és az éttermet a pincébe telepítették.

## Galéria

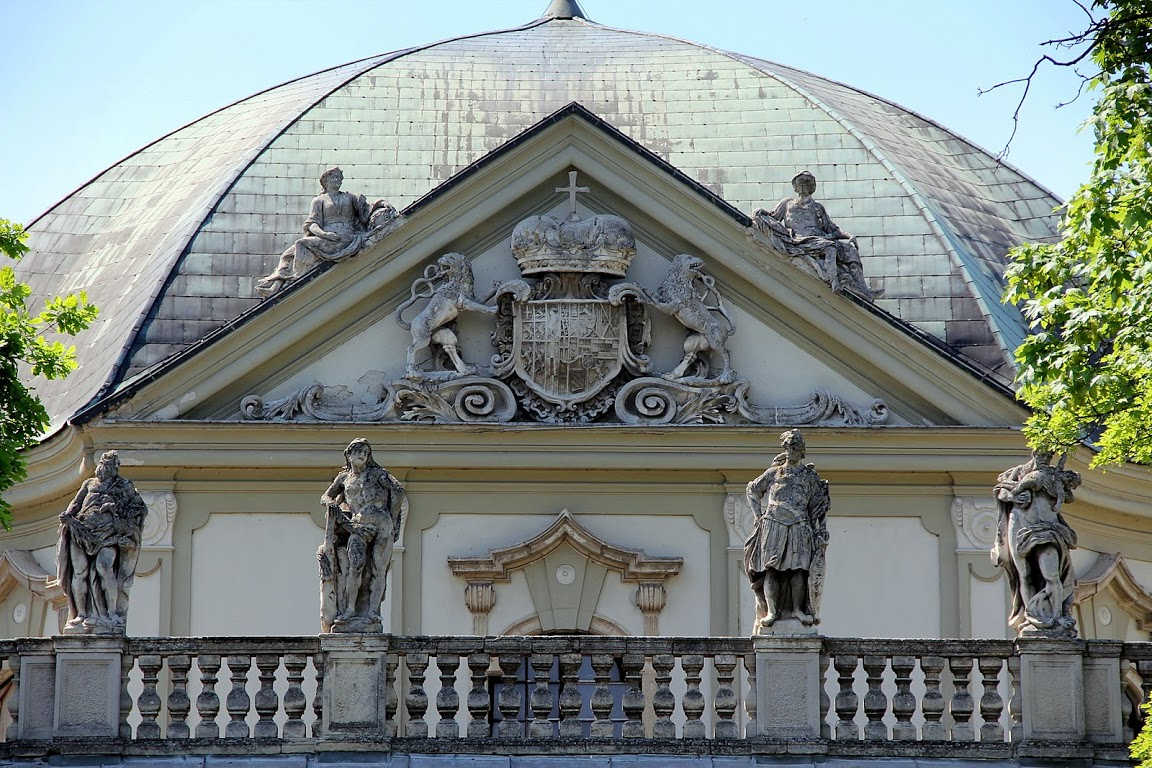
A Savoyai-kastély kupolája
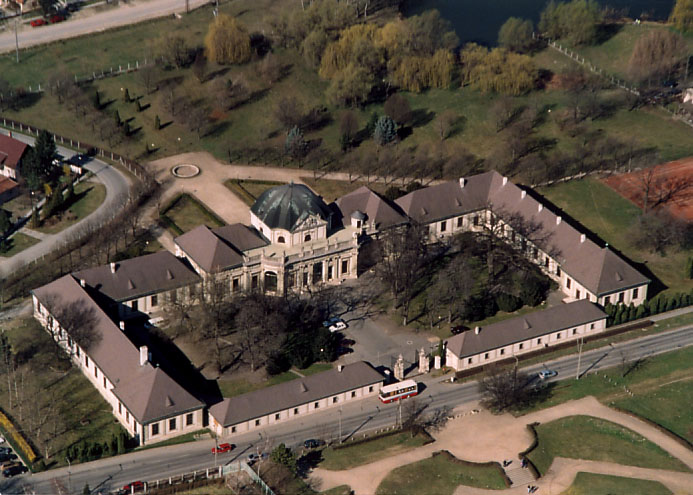
A Savoyai-kastély légi felvételen